# Ethiopica aenictopis
Ethiopica aenictopis är en fjärilsart som beskrevs av George Thomas Bethune-Baker 1911. Ethiopica aenictopis ingår i släktet Ethiopica och familjen nattflyn. Inga underarter finns listade i Catalogue of Life.